# Al-Mamun Al Siyam
Al-Mamun Al Siyam (bengalisch আল-মামুন আল সিয়াম, geb. 2. März 1993 in Barishal, Bangladesch) ist ein bangladeschischer Filmschauspieler und Model. Er ist bekannt für den Film Ghetu Putro Komola, der bei den 85. Academy Awards als bengalischer Film für den besten fremdsprachigen Oscar ausgewählt wurde, es aber nicht in die Endliste schaffte. Mamun erhielt mehrere Auszeichnungen, darunter den National Film Award im Jahr 2012.

## Karriere
Mamun begann seine Karriere als Model bei Airtel Bangladesch. Schon im Alter von 15 Jahren spielte er als Kinderdarsteller in dem Film Chandragrohon. Für Ghetu Putro Komola, produziert und inszeniert von Humayun Ahmed, erhielt er 2021 den National Film Awards als Bester Kinderdarsteller. Sein zweiter Film ist Nishiddho Premer Golpo (unveröffentlicht). Derzeit spielt er als Lumin in Ajay Devgans Regiefilm Mayday, der 2022 veröffentlicht werden soll.